# Thesenpapier

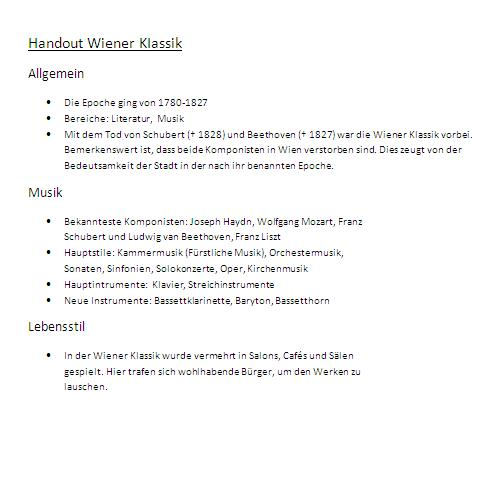
Ein Handout zur Wiener Klassik

Ein Thesenpapier (auch Handout) ist eine Stellungnahme, die keine weiterführenden Informationen über einen zugehörigen Vortrag hinaus enthält, sondern den Inhalt beurteilt. Es soll dem Zuhörer als Hilfe beim Verfolgen eines wissenschaftlichen Vortrags oder Referats dienen und kann sich an die dort gegebene Reihenfolge anlehnen. Das wenige Seiten umfassende Dokument wird häufig in Stichpunkten verfasst.
Als Alleinwerk nicht sinnvoll, enthält es zudem die beurteilende Meinung des Verfassers, die im Rahmen einer Diskussion kommentiert werden muss. Es ist möglich, zwischen einem inhaltlichen Thesenpapier, in dem es um die zentralen Aussagen einer Arbeit geht, und einem chronologischen Thesenpapier, in dem die Reihenfolge eine Rolle spielt, zu unterscheiden. Wiedergegeben werden die wichtigsten Ergebnisse.
Das Thesenpapier besteht somit aus Thesen (kurzen, prägnant formulierten Behauptungen oder Aspekten), die den roten Faden der mündlichen Präsentation verdeutlichen und während des Vortrags durch Interpretation von Informationen und Daten begründet werden. Im strengen Sinne enthält ein Thesenpapier keine Tabellen, Zeitreihen, Grafiken etc. Diese können, wenn nötig, als Tischvorlage (ebenfalls eine Form des Handouts) separat verteilt werden.